# Золота Слобода
Золота́ Слобода́ — село в Україні, у Козівській селищній громаді Тернопільського району Тернопільської області. Розташоване на річці Тудинка, на заході району.
До 2020 - адміністративний центр колишньої Золотослобідської сільради Козівського району.
Населення — 901 особа (2001).

## Історія
Перша писемна згадка — 1649 року, згідно з написом на титулі церковної книги «Тріодь».
1729 — власність графа С. Потоцького. 1915 внаслідок воєнних дій згоріло 166 будинків.
Діяли товариства «Просвіта», «Січ», «Луг», «Рідна школа», «Союз українок», «Сільський господар», «Відродження», кооператива.
1930 року під час пацифікації в Галичині вбили двох селян.
21-25 серпня 1943 р. в с. Слобода Золота відбувся ІІІ-й Надзвичайний Великий Збір ОУНР.
12 червня 2020 року, відповідно до розпорядження Кабінету Міністрів України № 724-р «Про визначення адміністративних центрів та затвердження територій територіальних громад Тернопільської області» увійшло до складу Козівської селищної громади.
19 липня 2020 року, в результаті адміністративно-територіальної реформи та ліквідації Козівського району, село увійшло до складу Тернопільського району.

## Населення
За даними перепису населення 2001 року мовний склад населення села був таким:
| Мова       | Число ос. | Відсоток |
| ---------- | --------- | -------- |
| українська |           | 99,78    |
| російська  |           | 0,22     |

Місцева говірка належить до наддністрянського говору південно-західного наріччя української мови.

## Пам'ятки
Є церква Покрови Пресвятої Богородиці (1899; кам'яна, реконструйована Любомиром Бачинським 1990).
Споруджено пам'ятники:
- на відзнаку скасування панщини (1898; відновлено),
- воїнам-односельцям, які загинули у німецько-радянській війні (1986; скульптор В. Мельник)
- на честь Незалежності (1992)
- борцеві за волю України Я. Старуху (1997; скульптор І. Сонсядло).

Встановлено пам'ятний хрест на честь тверезості (1871).
Насипано символічну могилу полеглим за волю України (1996).

## Соціальна сфера
Діють загальноосвітня школа І-ІІ ступенів, дитячий садок «Веселка», Будинок культури, бібліотека, ФАП, музей родини Старухів.
У селі створена аматорський театр, який переміг на всеобласному конкурсі «Тернопільські театральні вечори».
У 2021 році в селі відбувалися зйомки документального фільму «Марія» (реж. Марія Яремчук) з циклу «Жива УПА», вихід на екрани якого очікується у жовтні 2021 року. [Архівовано 9 вересня 2021 у Wayback Machine.]

## Відомі люди

### Народилися
- Любомир Бачинський — український архітектор.
- Ярослава Гайдукевич — український краєзнавець.
- Володимир Гуцал — український літературознавець, доктор філософії.
- Микола Коваль — український педагог, самодіяльний актор, режисер.
- Любомир Королишин — український архітектор.
- Богдан Коцай — український художник, педагог.
- Стефанія Крушельницька — українська літераторка, громадська діячка.
- Богдан Мандзій — український педагог, вчений у галузі радіотехніки.
- Захарій Орун — український релігійний діяч, літератор, публіцист, редактор.
- Самарик Ольга «Тетяна» — друкарка референтури СБ Калуського окружного проводу ОУН, дружина референта СБ Карпатського крайового проводу ОУН Богдана Яцківа.
- Михайло Солтис — український правник, громадський діяч.
- Старух Ярослав (1910—1947) — український політичний і військовий діяч, публіцист, державний секретар міністерства інформації й пропаганди Українського державного правління, член проводу ОУН та провідник Закерзонського краю.
- Ярослав Тучапський (Володимирович)—український редактор, літератор
- Ольга Люсілл Уолден [Архівовано 26 січня 2019 у Wayback Machine.] (дівоче Івахів), американський науковець українського походження, піонер у галузі комп'ютерних технологій, провідний спеціаліст концернів Форд і Крайслер.

### Проживали
- Тимотей Старух — український громадсько-політичний діяч.

### Перебували
- поети і композитори Михайло-Орест Гайворонський, Роман Купчинський і Левко Лепкий
- письменники Богдан Лепкий та Андрій Чайковський.

### Померли
- Загинув діяч ОУН і УПА Г. Смачило.

## Галерея

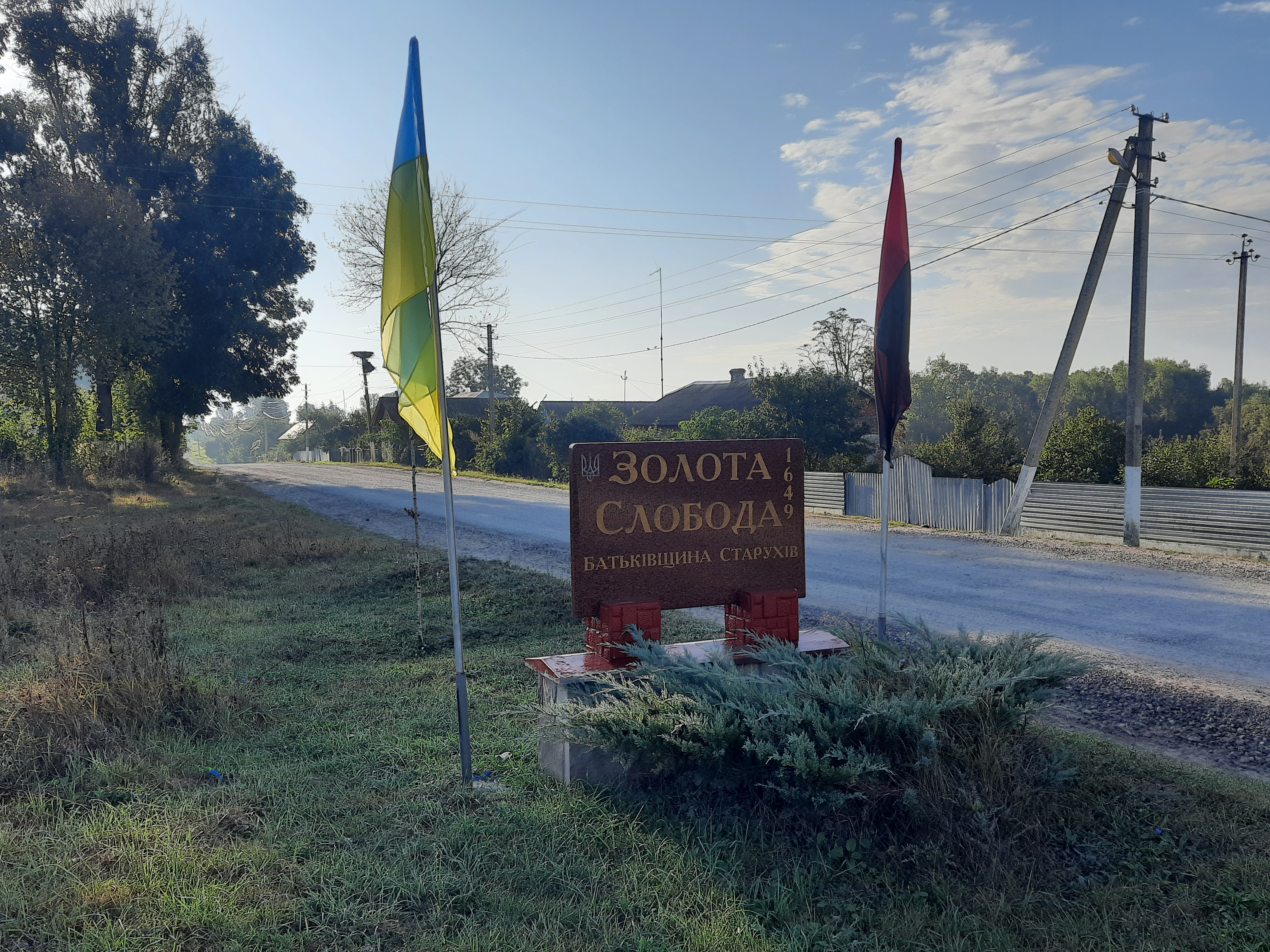
В'їзд у село
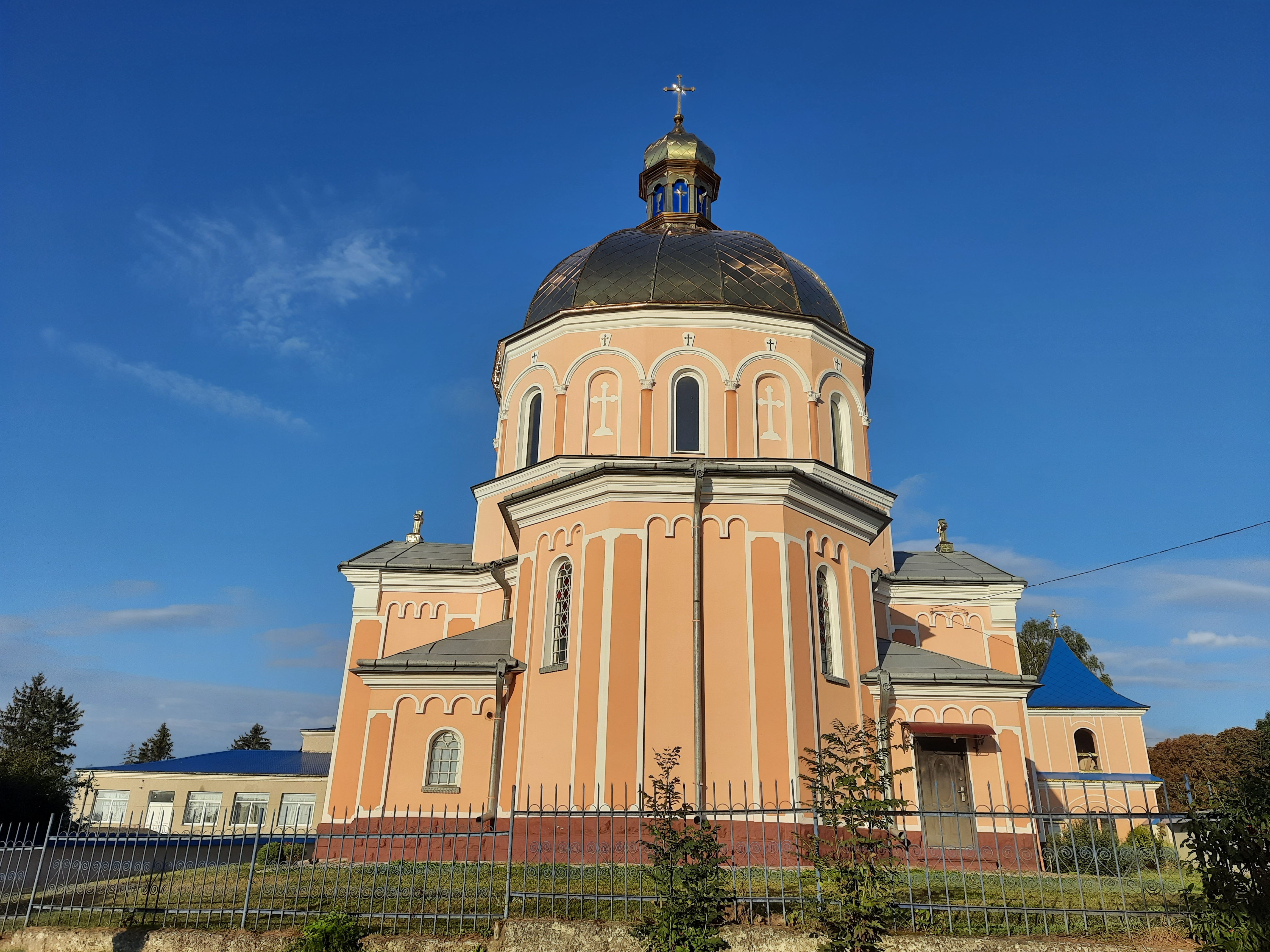
Церква Покрови Божої Матері
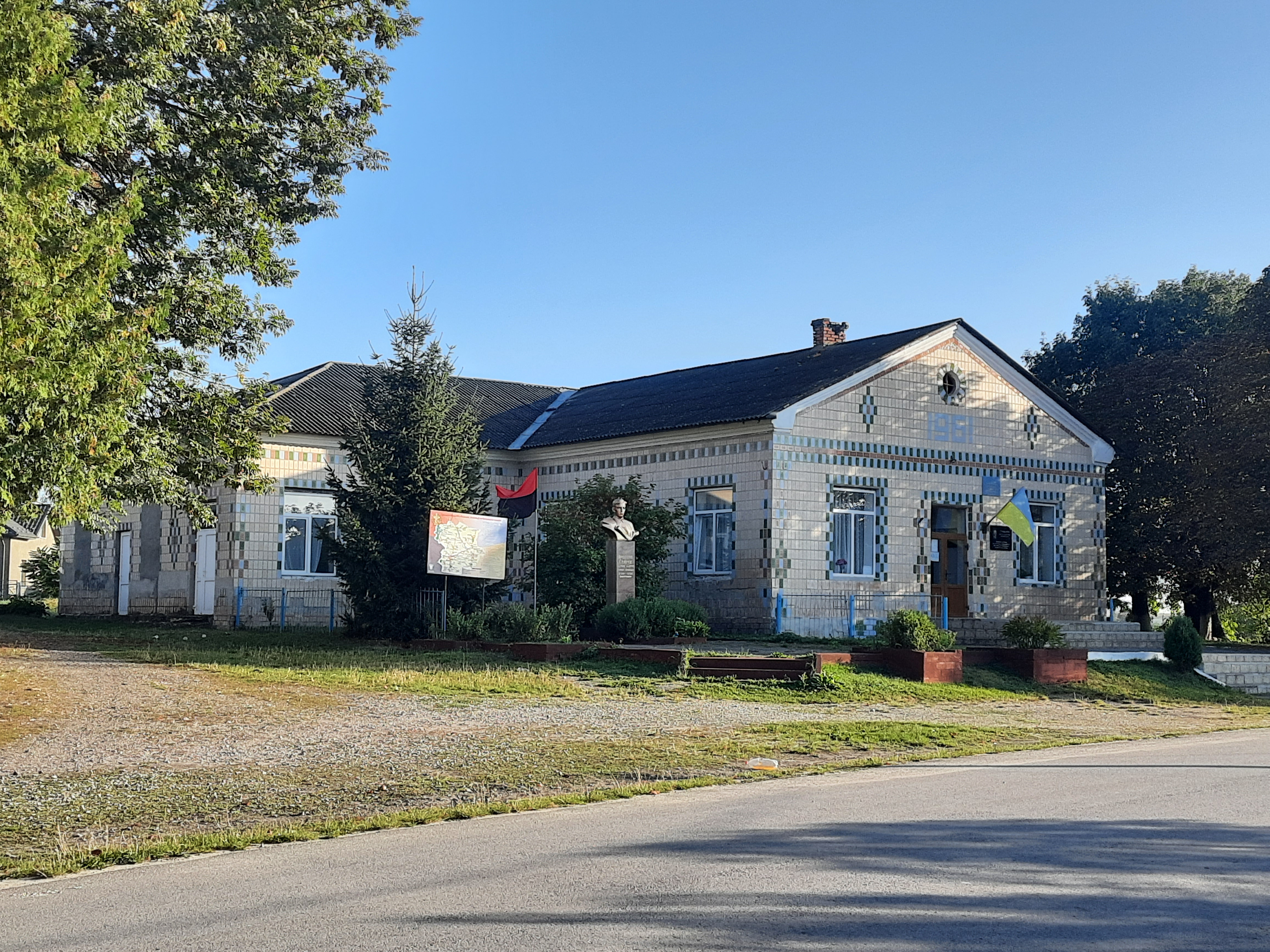
Будинок культури
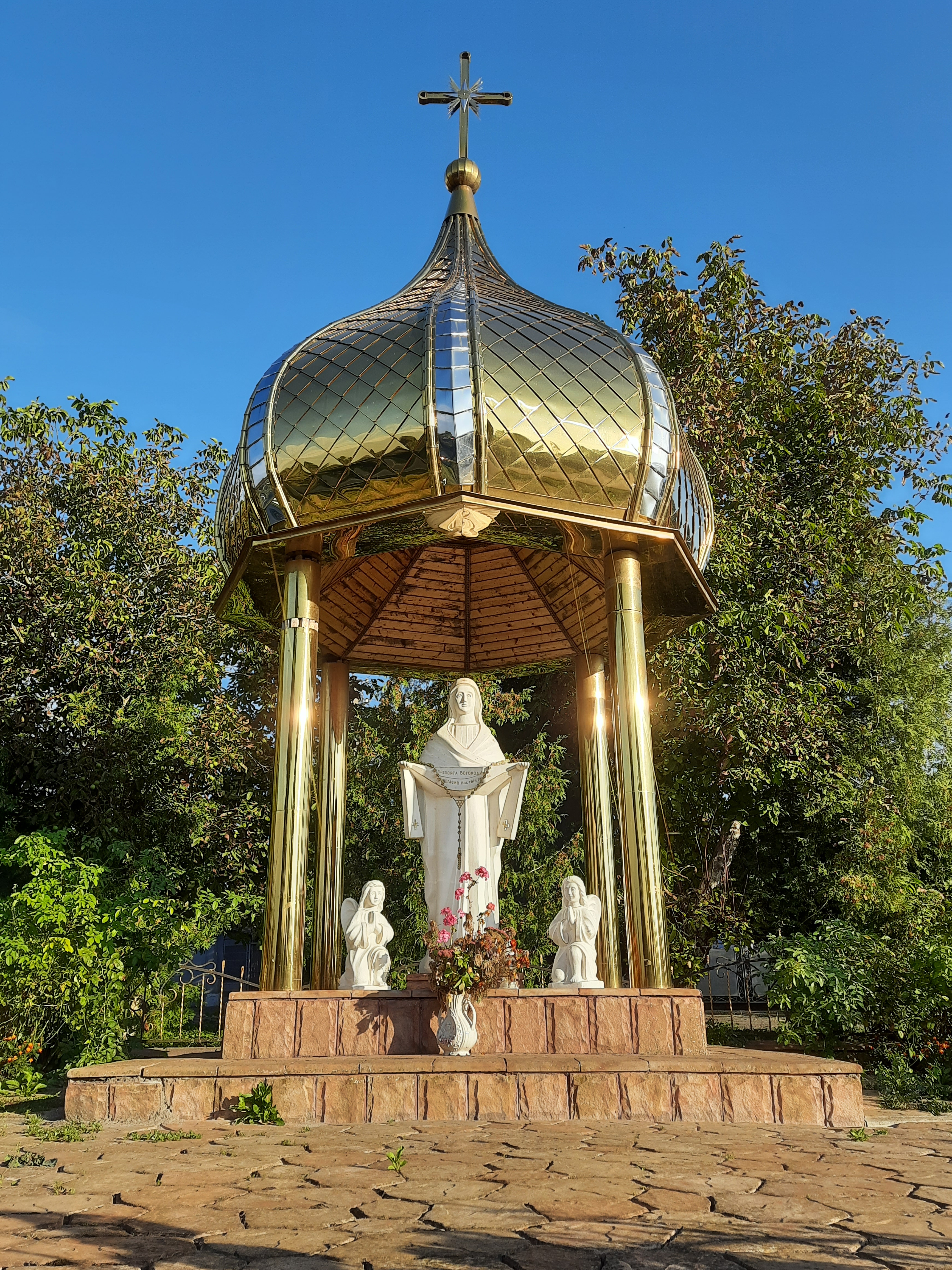
Статуя Божої Матері
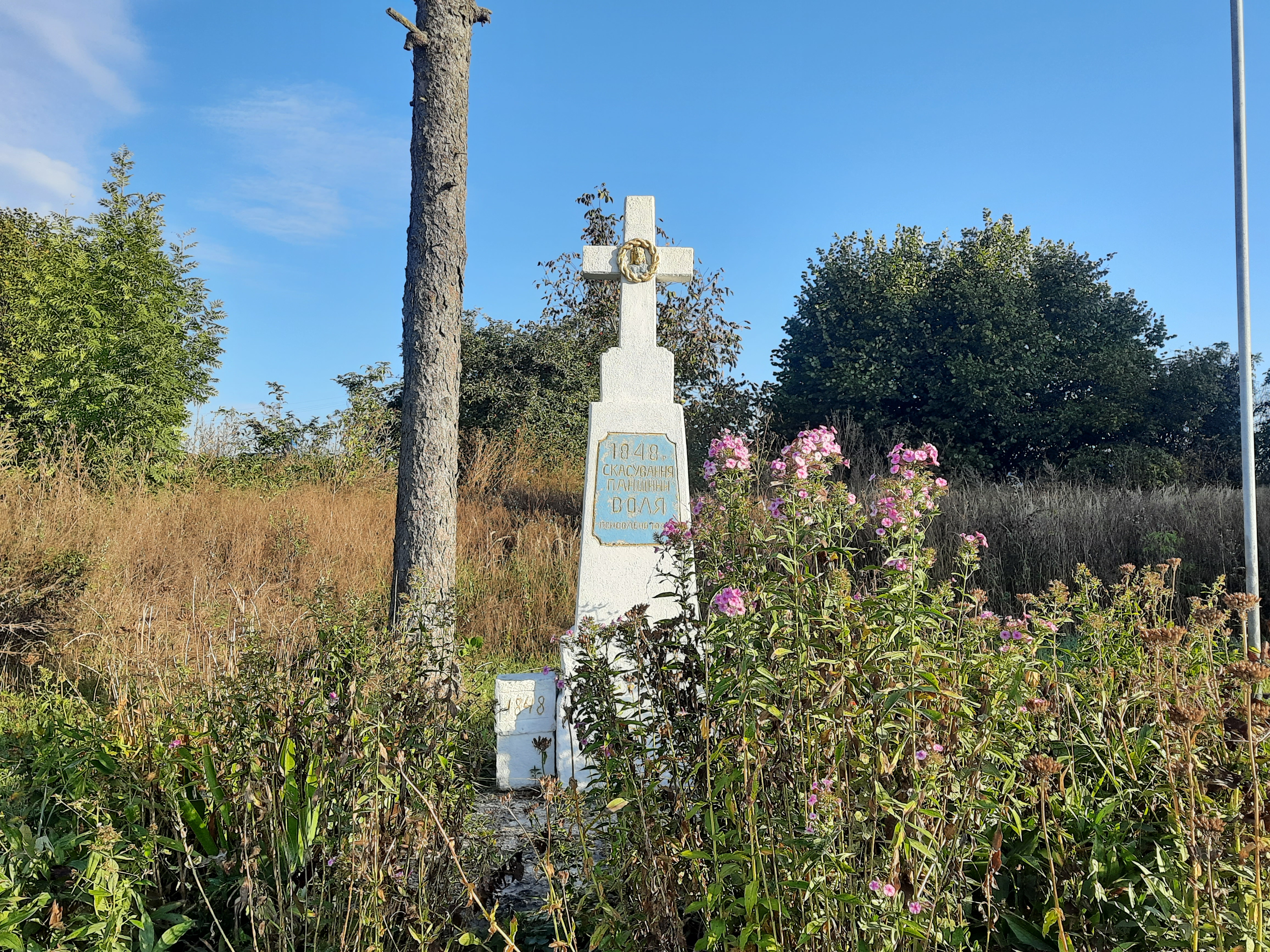
Пам'ятний хрест на відзнаку скасування панщини.
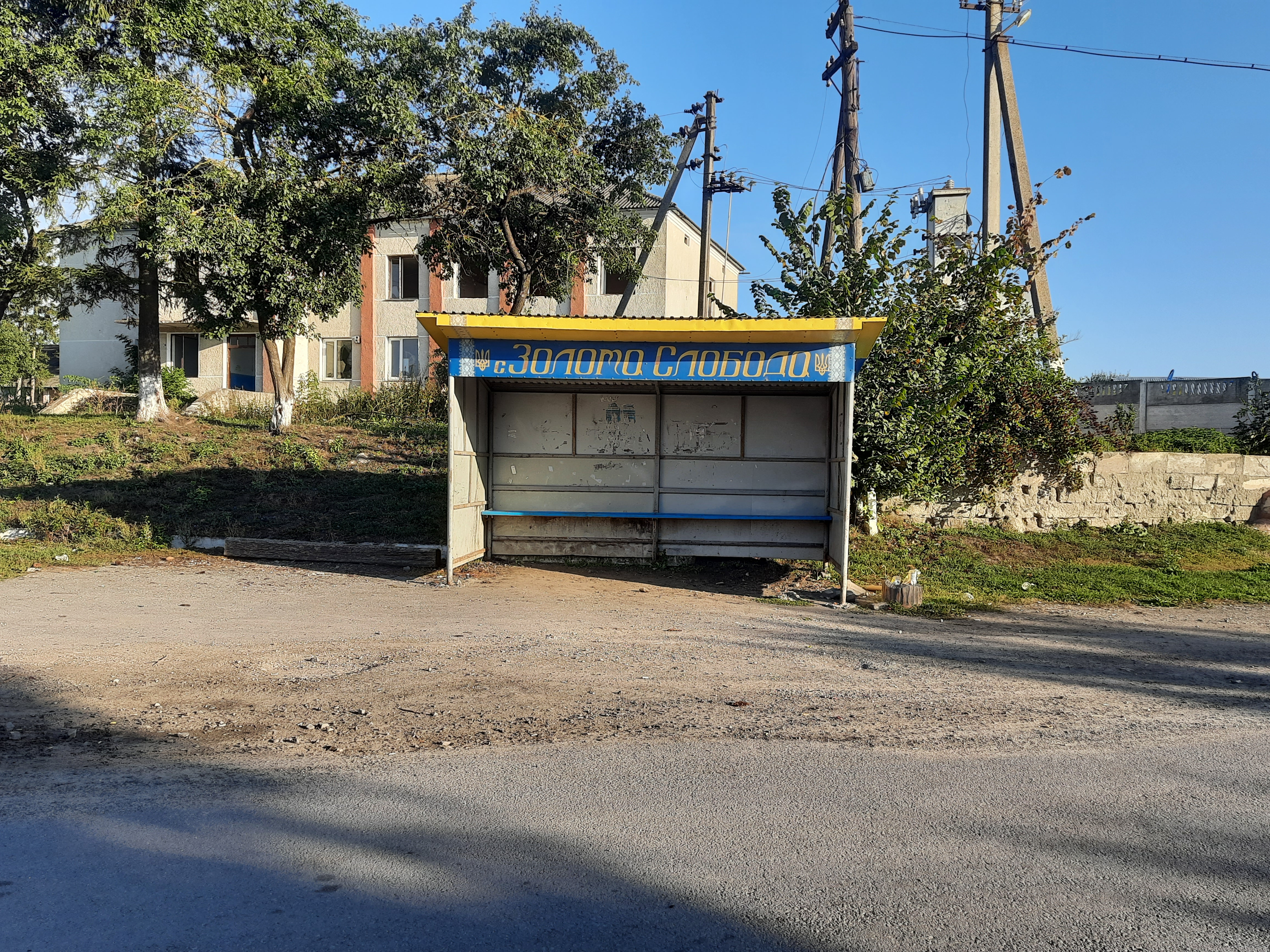
Автобусна зупинка
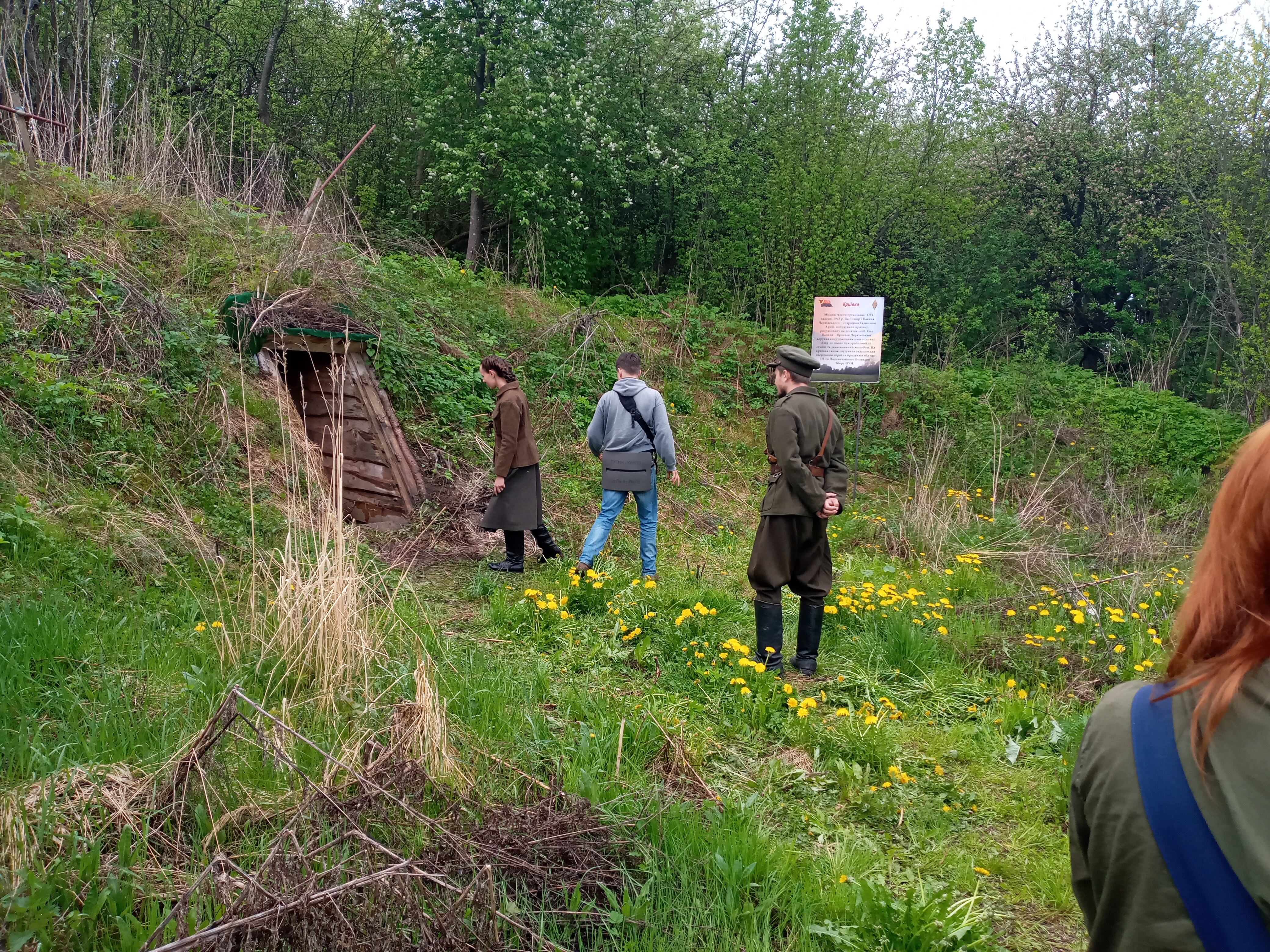
Зйомки документального фільму "Марія". Травень 2021 року